# 若桜郷土文化の里

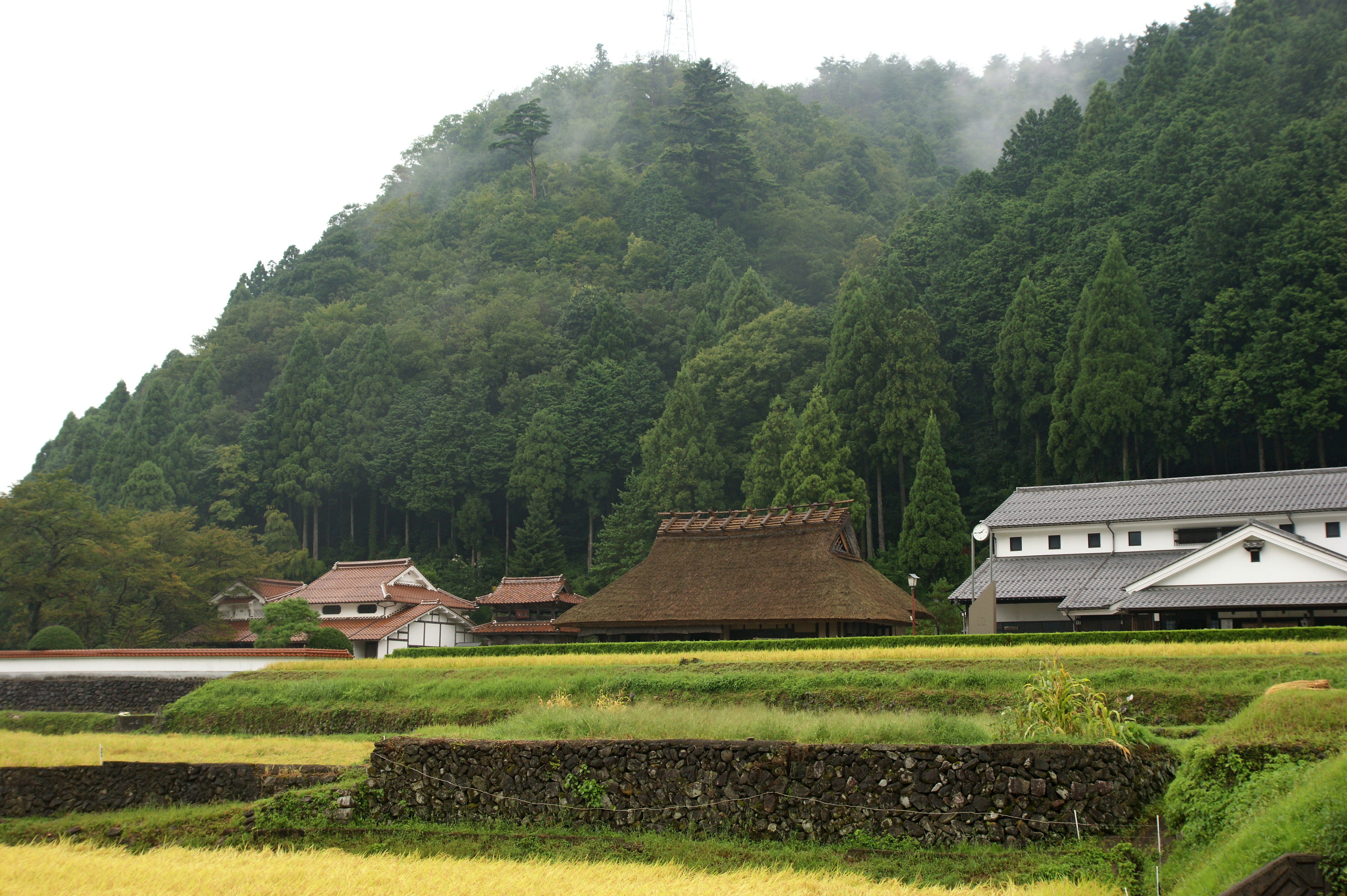
遠景

若桜郷土文化の里（わかさきょうどぶんかのさと）は鳥取県八頭郡若桜町にあるテーマパーク。若桜町の歴史と郷土文化をテーマする。
歴史民俗資料館と日本庭園、三百田氏住宅、無動山永福寺の山門、たくみの館で構成される。

## 三百田氏住宅
江戸時代中期の農家建築。茅葺、入母屋造、木造。
鳥取県保護文化財に指定されている。

## 歴史民俗資料館
1907年（明治40年）に建設され、1981年（昭和56年）まで山陰合同銀行若桜支店として使用されていた土蔵造の建物を移築して館施設として使用する。建物は若桜町指定有形文化財。
館内に若桜町の歴史と民俗に関する資料のほか、若桜町で産出した化石や火山弾など展示する。

## 無動山永福寺の山門
昭和56年に大字長砂地内の無動山永福寺跡より当地に移築された。若桜町指定有形文化財。

## たくみの館
建物はカリヤを備えた土蔵造りで、若桜宿のカリヤ通りにある建築を再現している。
鳥取藩の用材の御用地として栄えた若桜町とその伝統工芸である木地挽物を紹介する施設。
木地師、木工芸を体験できる。1階は展示室と工房、2階は展示室となっており、写真展等が開催される。

## 利用情報
- 入館無料
- 営業時間 - 9〜17時
- 休業日 - 月曜（祝日の場合は翌日）
- 所在地 - 〒 鳥取県八頭郡若桜町屋堂羅

## 交通アクセス
- 若桜鉄道 若桜駅 徒歩10分

## 周辺
- 中之島公園（隣接） - 平成10年にオープンした面積2.3ヘクタールの都市公園。八東川の中州に位置する。園内には総合運動場と野球場に使用できる
- 意非神社
- 道の駅若桜